# スカイコート小岩ユースゲストハウス
スカイハートホテル小岩（スカイハートホテルこいわ）はスカイハートホテルグループが運営する東京都のホテル。
1997年（平成9年）6月1日に開館した。ユースゲストハウスとしては2011年（平成23年）11月30日を以って閉館となったが、ホテルとしては営業継続。2018年10月をもってホテルスカイコートから名称変更。

## アクセス
- 京成京成本線『京成小岩駅』下車、徒歩1分。